# Кургин, Лев Олегович
Лев Оле́гович Ку́ргин (род. 6 июня 2002, Талдыкорган) — казахстанский футболист, защитник клуба «Кайрат».

## Клубная карьера
Начал заниматься футболом в 6-летнем возрасте у тренера Александра Никулина. Взрослую карьеру начинал в 2020 году.
Летом 2021 года перешёл в российский клуб «Кайрат» Москва. 1 августа 2021 года в матче против клуба «Балтика-БФУ» дебютировал в ФНЛ-2.
5 сентября 2022 года в матче против клуба «Тобол» Костанай дебютировал в казахстанской Премьер-лиге (2:3).

## Карьера в сборной
24 августа 2018 года дебютировал за сборную Казахстана до 17 лет в матче против сборной Киргизии до 17 лет (3:1).

## Клубная статистика
| Клуб                     | Сезон                    | Лига | Лига | Кубки | Кубки | Еврокубки | Еврокубки | Итого | Итого |
| Клуб                     | Сезон                    | Игры | Голы | Игры  | Голы  | Игры      | Голы      | Игры  | Голы  |
| ------------------------ | ------------------------ | ---- | ---- | ----- | ----- | --------- | --------- | ----- | ----- |
| Кайрат                   | 2022                     | 5    | 0    | 4     | 0     | 1         | 0         | 10    | 0     |
| Кайрат                   | 2023                     | 22   | 0    | 3     | 0     | —         | —         | 25    | 0     |
| Кайрат                   | 2024                     | 11   | 0    | 2     | 0     | —         | —         | 13    | 0     |
| Кайрат                   | Итого                    | 38   | 0    | 9     | 0     | 1         | 0         | 48    | 0     |
| → Кайрат-Жастар          | 2020                     | 6    | 0    | —     | —     | —         | —         | 6     | 0     |
| → Кайрат-Жастар          | 2021                     | 4    | 0    | —     | —     | —         | —         | 4     | 0     |
| → Кайрат-Жастар          | Итого                    | 10   | 0    | —     | —     | —         | —         | 10    | 0     |
| → Кайрат (Москва)        | 2021/22                  | 27   | 1    | 3     | 0     | —         | —         | 30    | 1     |
| → Кайрат (Москва)        | Итого                    | 27   | 1    | 3     | 0     | —         | —         | 30    | 1     |
| → Кайрат-Жастар          | 2022                     | 1    | 0    | —     | —     | —         | —         | 1     | 0     |
| → Кайрат-Жастар          | Итого                    | 1    | 0    | —     | —     | —         | —         | 1     | 0     |
| Всего за «Кайрат-Жастар» | Всего за «Кайрат-Жастар» | 11   | 0    | —     | —     | —         | —         | 11    | 0     |
| Всего за карьеру         | Всего за карьеру         | 76   | 1    | 12    | 0     | 1         | 0         | 89    | 1     |